# E・L・カニグズバーグ
エレイン・ローブル・カニグズバーグ（Elaine Lobl Konigsburg, 1930年2月10日 - 2013年4月19日）はアメリカの児童文学作家。
1967年デビュー。1968年、『クローディアの秘密』で初の、1997年『ティーパーティーの謎』で二度目のニューベリー賞を受賞。デビューから晩年までウィットに富んだ洗練された作風で、子供に限らず幅広い年齢の読者から支持を受け続けていた。ハンガリー系のユダヤ教徒。

## 経歴
エレイン・ローブルはニューヨークのブロンクス地区で共働きの両親の元に3人姉妹の次女として生まれ、小さい頃に引っ越したペンシルベニア州フェニックスビルとペンシルベニア州ファレルで高校卒業までをすごす。高校をクラス一の成績で卒業すると、大学進学の費用を貯めるために短期間、生肉工場で経理担当として働いた。工場のオーナーの弟、デビッド・カニグズバーグと働いている間に出会い、後に二人は結婚することとなる。
エレインは一家の中で初めて大学で教育を受け、カーネギーメロン大学で化学の学位を得ている。優等で卒業し、デビッドと結婚した。修士号を得るため、ピッツバーグ大学で勉強を始めたが、2度ほど実験の手違いで研究中に爆発事故を起こし、化学に向いていないと判断し、別の道に進むことにした。
デビッドが心理学の博士号を得た後、一家はフロリダ州ジャクソンビルに引越し、エレインは私立の女子校で科学の教師として働いた。しかし、すぐに試験管の中身を教えるより子供たちが何を考えているかということに興味がわくことに気が付き、教師を辞めた。その後、長男が生まれ、さらに二人の娘を儲けた。
ニューヨークの郊外に引越し、次女が幼稚園に通えるようになり、本格的に創作活動を始めた。絵画を学び始め、その作品のいくつかは賞を得ている。実際に後に書くほとんどの文学作品で、自ら表紙絵や挿し絵を描き、絵本も出版している。晩年はフロリダ州ジャクソンビルの近郊に住んでいた。
「若草物語」を執筆したルイーザ・メイ・オルコットや「小公女」のフランシス・ホジソン・バーネットの作品を愛好し、影響を受けたと語っている。
2013年4月19日、バージニア州フォールスチャーチにて呼吸不全のため急逝。83歳没。

## 作品
『クローディアの秘密』、『ティーパーティの謎』、『エリコの丘から』、『800番への旅』、『魔女ジェニファとわたし』の5冊が岩波少年文庫で読める（うち数作品は、改訳が進行中）。そのほか、別巻：講演集も含め、全十巻のカニグズバーグ作品集があり、最新作『スカイラー通り19番地』も岩波書店から出版されている。いくつかの作品は歴史小説的な背景も持っている（『ジョコンダ夫人の肖像』ではレオナルド・ダ・ヴィンチが「モナリザ」を描くに至った経緯を推察）。
- 1967年 『クローディアの秘密』（原題：From the Mixed-up Files of Mrs. Basil E. Frankweiler）、1968年のニューベリー賞受賞作、1968年のルイスキャロルシェルフ賞（Lewis Carroll Shelf Award）受賞 、1970年のウィリアムアレンホワイト児童文学賞受賞（William Allen White Children's Book Award）
  - 松永ふみ子訳 岩波書店 1969年 のち少年文庫
- 1967年 『魔女ジェニファとわたし』（原題：Jennifer, Hecate, Macbeth, William McKinley, and Me, Elizabeth）;1968年のニューベリー賞次点受賞作
  - 松永ふみ子訳 岩波書店 1970年 のち少年文庫
- 1969年 『ベーグル（旧版では“ロールパン”）・チームの作戦』（原題：About the B'nai Bagels）
  - 『ロールパン・チームの作戦』松永ふみ子訳 岩波書店 1974年 のち少年文庫
  - 『ベーグル・チームの作戦』松永ふみ子訳 岩波少年文庫 2006年
- 1970年 『ぼくと＜ジョージ＞』（原題：George）
  - 松永ふみ子訳 岩波書店 1978年 のち少年文庫
- 1971年 『ほんとうはひとつの話』（原題：Altogether, One at a Time）
  - 松永ふみ子訳 岩波書店 1977年
- 1973年 『誇り高き王妃』（原題：A Proud Taste for Scarlet and Miniver）;1993年のフェニックス賞・オナー賞受賞作
  - 小島希里訳 岩波書店 カニグズバーグ作品集 2002年
- 1974年 『ドラゴンをさがせ』（原題：The Dragon in the Ghetto Caper）
  - 小島希里訳 岩波少年文庫 1991年
- 1975年 『ジョコンダ夫人の肖像』（原題：The Second Mrs. Giaconda）
  - 松永ふみ子訳 岩波書店 1975年
- 1976年 『なぞの娘キャロライン』（原題：Father's Arcane Daughter）
  - 小島希里訳 岩波少年文庫 1990年
- 1979年 『影―小さな5つの話』（原題：Throwing Shadows）;1999年のフェニックス賞受賞作
- 1982年 『800番への旅』（原題：Journey to an 800 Number）
  - 岡本浜江訳 小野かおる絵 佑学社 1987年
  - 小島希里訳 岩波少年文庫 2000年
  - 金原瑞人,小島希里訳 岩波少年文庫 2005年
- 1986年 『エリコの丘から』（原題：Up from Jericho Tel）
  - 岡本浜江訳 中釜浩一郎画 佑学社 1988年
  - 小島希里訳 岩波少年文庫 2000年
  - 金原瑞人, 小島希里訳 岩波少年文庫 2004年
- 1990年  Samuel Todd's Book of Great Colors「絵本」カニグズバーグ本人が原作・原画担当
- 1991年  Samuel Todd's Book of Great Inventions「絵本」 〃 日本語訳なし
- 1992年  Amy Elizabeth Explores Bloomingdale's 「絵本」 〃 日本語訳なし
- 1993年 『Tバック戦争』（原題：T-Backs, T-Shirts, Coat, and Suit）
  - 小島希里訳 岩波少年文庫 1995年
- 1995年 『トーク・トーク』（原題：TalkTalk）
  - 『トーク・トーク カニグズバーグ講演集』清水真砂子訳 岩波書店 カニグズバーグ作品集　2002年
- 1996年 『ティーパーティーの謎』（原題：The View from Saturday）1997年のニューベリー賞受賞作
  - 小島希里訳 岩波少年文庫 2000年
  - 金原瑞人, 小島希里訳 岩波少年文庫 2005年
- 2000年 『13歳の沈黙』（原題：Silent to the Bone）
  - 小島希里訳 カニグズバーグ作品集 岩波書店、2001年
- 2004年 『スカイラー通り19番地』（原題：The Outcasts of 19 Schulyer Place）
  - 金原瑞人訳 岩波書店 2004年
- 2007年 『ムーンレディの記憶』（原題：The Mysterious Edge of the Heroic World）
  - 金原瑞人訳 岩波書店 2008年